# إدوين باركلاي
إدوين باركلاي (بالإنجليزية: Edwin James Barclay)‏ ولد بعام 1882 وتوفي عام 1955 . هو رجل سياسي، أصبح رئيساً لجمهورية ليبيريا في 3 ديسمبر 1930 حتى 3يناير 1944. حاول العودة الي منصبه كرئيس خلال الانتخابات الرئاسية لعام 1955 ولكن محاولته أبت بالفشل نظراً لأن من خَلفه «ويليام توبمان» الذي حصل على أغلب الأصوات بالانتخابات الرئاسية بنسبة 99.5%

شعار ليبيريا